# رودریگو پینیرو
رودریگو پینیرو (انگلیسی: Rodrigo Pinheiro؛ زادهٔ ۲۸ اوت ۲۰۰۲) بازیکن فوتبال اهل پرتغال است که در حال حاضر برای فامالیکاو در پست مدافع بازی می‌کند.
از باشگاه‌هایی که در آن بازی کرده است می‌توان به پورتو بی اشاره کرد.
وی همچنین در تیم‌های ملی فوتبال زیر ۱۵ سال، زیر ۱۸ سال و زیر ۲۰ سال پرتغال بازی کرده است.

## دوران باشگاهی
پینیرو نخستین بازی حرفه‌ای خود را برای پورتو بی در ۱۱ اوت ۲۰۱۹ انجام داد. او در ترکیب اصلی قرار گرفت و تیمش با نتیجه ۲–۰ در زمین اسپورتینگ کوویلیا در چارچوب رقابت‌های لیگا پرو شکست خورد.
پینیرو نخستین گل حرفه‌ای خود را برای پورتو بی در تاریخ ۲۸ دسامبر ۲۰۲۲ به ثمر رساند. او گل نخست را در پیروزی ۴–۰ خانگی مقابل فارنسه در رقابت‌های لیگا پرتغال ۲ به ثمر رساند.